# 天野元友
天野 元友（あまの もととも）は、戦国時代から安土桃山時代にかけての武将。毛利氏の家臣。天野隆重の四男。

## 出自
安芸天野氏は、藤原南家工藤氏の一族が安芸国に下向し国人化したもので、元友の系統は天野政貞から始まる金明山天野氏にあたる。同じく安芸国の国人である天野興次・天野興定・天野元定の一族の系統は生城山天野氏である。

## 生涯
大内氏に属する安芸国の国人である天野隆重の四男として生まれる。
天文21年（1552年）1月10日、毛利隆元の加冠を受けて元服し、「元」の偏諱を与えられて元友と名乗った。
天文23年（1554年）10月13日、安芸国賀茂郡志芳において、阿野十郎に与えられている8貫文分を除いた分を知行地として毛利元就・隆元父子から与えられた。
弘治3年（1557年）4月に大内氏を滅ぼして防長経略が完了した後、同年12月2日に毛利氏家臣239名が名を連ねて軍勢狼藉や陣払の禁止を誓約した連署起請文において、8番目に「天野少輔四郎」と署名している。
年不詳だが毛利氏における騎馬衆や走衆の構成を記した文書には騎馬衆の最後（13番目）に元友の名（天野少輔四郎）が記されている。
永禄8年（1565年）2月22日、毛利輝元から「雅楽允」の官途名を与えられる。
永禄12年（1569年）12月20日、毛利元就と毛利輝元から出雲国出雲郡氷室100貫と石見国安濃郡の波根・竹邊の100貫の地を給地として与えることを約束した。
元亀元年（1570年）5月、尼子方として末次城を守っていた大野高直が出雲国島根郡岡本の地を与えることを条件として毛利方に降ったが、岡本は宍戸隆家に与えられることになっていた。この時、元友に氷室が与えられることを御四人の吉川元春、小早川隆景、福原貞俊、口羽通良が知らなかったため、吉川元春は岡本の代わりに氷室を与える条件で隆家を説得し、大野高直に岡本、宍戸隆家に氷室が与えられることになった。当然、氷室を失うことになる元友は納得せず、愁訴に及ぶこととなり、吉川元春、小早川隆景、福原貞俊、口羽通良が問題解決のために奔走することになる。
同年6月9日、小早川隆景と福原貞俊は毛利氏の五奉行である国司元武と児玉元良に書状を送り、元々決まっていたように元友に氷室、宍戸隆家に岡本を与え、大野高直に替地が与えられるように輝元に進言している。
同年7月26日、吉川元春は元友の父である天野隆重にも事情説明の書状を送り、併せて元友にも状況を伝えるように依頼している。
同年8月1日、毛利輝元は、吉川元春、小早川隆景、福原貞俊、口羽通良で元友の愁訴について談合した結果を諮問している。
同年10月19日、小早川隆景は元友の長兄である天野元明からの問い合わせに対する返書で、元友の愁訴が叶うように吉川元春と相談して福原貞俊と口羽通良に伝達する旨を返答している。しかし、同年10月27日には小早川隆景が元友に書状を送り、氷室が毛利元就と輝元から与えることを約束された地であるが、今となっては支障が出ているため、出雲国あるいは周防国と長門国において替地を与えるので、それで納得してほしいと説得している。
元亀3年（1572年）12月1日に定められた毛利氏掟に対し、元友は12月13日に「天野雅樂允」と署名した。なお、元友と同日に兼重元宣、福原左馬允、児玉就時、福原少輔四郎、佐藤元光、長井元為、東左京亮、庄原就親、長沼元正、児玉元重、渡辺元、渡辺就国、児玉兵庫允、児玉就光、井上就正、粟屋元方、児玉就久、児玉十郎右衛門尉、井上就重、粟屋元重が署名している。
天正年間の初め頃に死去。嫡男の天野元勝が後を継いだ。
なお、結局元友の存命中には氷室の地に関する愁訴が解決しなかったため、嫡男の元勝が愁訴を引き継いだが、天正11年（1583年）閏1月23日に輝元が吉川元春、小早川隆景、福原貞俊に対して、氷室の替地として島根郡円福寺100貫の地を元勝に与えるように命じ、同年5月20日に新たな在城の任務と引き換えながら、ようやく島根郡円福寺100貫の地が元勝に与えられた。